# Vanhankaupunginselkä

Vanhankaupunginselkä (também chamada Vanhankaupunginlahti, em sueco: Gammelstadsfjärden) é uma área de baía que, juntamente com partes do distrito vizinho de Viikki, constitui uma zona de conservação natural perto do centro de Helsínquia, capital da Finlândia. A área está listada na Convenção Ramsar sobre Zonas Húmidas de Importância Internacional, faz parte do programa Natura 2000 da União Europeia e também é listada como Área Importante para a Preservação de Aves pela BirdLife International.

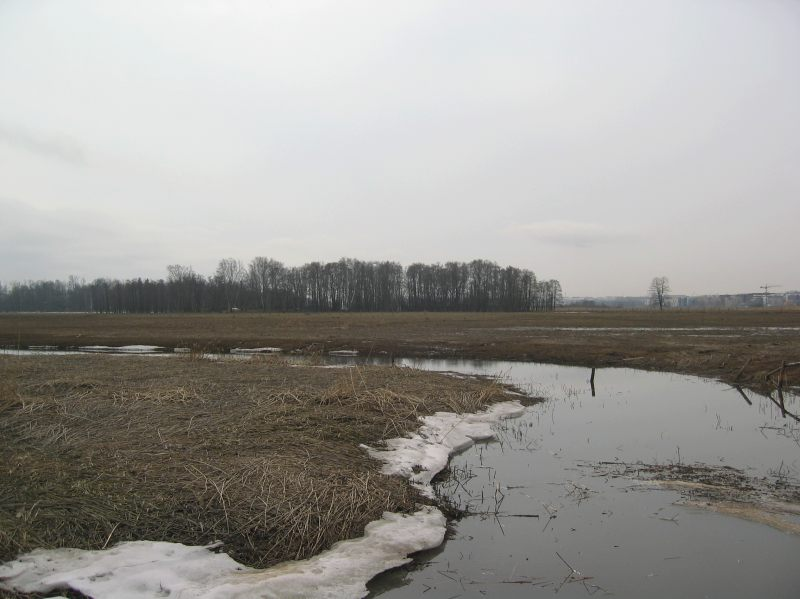
Margens inundáveis de Vanhankaupunginlahti.

Geograficamente, a área fica a leste da península de Helsínquia e é cercada pelos distritos de Hermanni, Arabianranta, Viikki, Herttoniemi e Kulosaari. O rio Vantaa termina no extremo norte de Vanhankaupunginselkä.
Embora a área pareça ser terra ou água em vários mapas ou imagens de satélite, é em grande parte coberta por pântanos, sendo intransitável a pé ou por barco. A maior parte da área está coberta com juncos do tamanho de uma pessoa, o que impede o uso de barcos, enquanto o subsolo sob os juncos é macio e lamacento, impedindo a passagem a pé. No entanto, para se poder caminhar entre os juncos, a cidade de Helsínquia construiu alguns passadiços que permitem aos visitantes caminhar entre os juncos. Embora esses passadiços permitam que os visitantes andem entre os juncos, têm apenas duas a quatro pranchas de largura, o que exige que os visitantes sejam cautelosos, sobretudo ao passarem por outros visitantes. Durante os períodos de maior quantidade de água, as tábuas podem ser submersas total ou parcialmente, enquanto no inverno as pranchas podem ser deformadas ou destruídas pelo gelo.
Quanto a espécies de aves na área, foram observadas 285 espécies diferentes. Destas, 114 espécies nidificaram na região nos últimos 10 anos.

## Fauna

### Aves
Vanhankaupunginlahti é uma área de nidificação importante para aves de zonas húmidas. O sítio concentra também uma das maiores populações de uma ave nova nidificando na Finlândia, a de Panurus biarmicus com 65 casais.
- Entre as aves migratórias estão o Mergus merganser, Mergellus albellus, marreca-arrebio (Anas acuta), frisada (Anas strepera), mergulhão-de-pescoço-vermelho (Podiceps grisegena), mergulhão-de-pescoço-castanho (Podiceps auritus), e ganso-de-faces-brancas (Branta leucopsis) que se pode observar em finais de maio em bandos de milhares voando em direção às estepes da Sibéria, o seu lugar de nidificação. Também se podem observar durante os períodos migratórios aves de rapina, como a águia-pescadora (Pandion haliaetus).
- Entre as aves que se alimentam na baía, a garça-real-europeoa (Ardea cinerea) tem população em crescimento, Acrocephalus scirpaceus.[1]
- Em águas abertas, pode-se observar o mergulhão-de-crista (Podiceps cristatus),  o Bucephala clangula, o cisne-comum (Cygnus olor), este uma espécie frequente que chega à baía com populações abundantes, e outras especies comun são a piadeira (Anas penelope), marrequinha-comum (Anas crecca), pato-real (Anas platyrhynchos), marreco (Anas querquedula), e o pato-trombeteiro (Anas clypeata)
- Aves e pássaros entre os canaviais, como os galeirões (Fulica), Emberiza schoeniclus, carpodacus escarlata (Carpodacus sipahi ), o Panurus biarmicus espécie nova nidificando em Vanhankaupunginlahti com a maioria dos exemplares da Finlândia neste lugar, Acrocephalus schoenobaenus, Acrocephalus arundinaceus, Acrocephalus palustris mais escasso, e frango-d'água-europeu (Rallus aquaticus)
- Aves nas margens inundáveis e prados, que nos últimos anos foram alvo de tentativas de atração para o lugar, com criação de mais espaços deste tipo no lado norte de Lammassaari. São exemplos os abibes (Vanellus), e os pernas-vermelhas-comums (Tringa totanus). Estes sítios são ideais para descanso de aves migratórias como o  Tringa glareola, Philomachus pugnax, e o borrelho-pequeno-de-coleira (Charadrius dubius), bem como o  abibe-claro (Tringa nebularia), o Tringa erythropus, Limicola falcinellus, o pernilongo (Himantopus himantopus) e o fuselo (Limosa lapponica).[2]
- Aves nos campos em redor, pois os campos e prados em Viikki estão cheios de aves, especialmente na primavera e outono, quando milhares de pássaros em migração param aqui. Por exemplo, a laverca (Alauda arvensis), Bisbita, estorninho (Sturnidae), e os do género Motacilla podem ser observados no início da primavera, bem como Pluvialis apricaria e Plectrophenax nivalis que descansam e se alimentam em campos abertos na sua migração para terras setentrionais. Também os patos, os pombos, os gansos e os cisnes surgem anualmente nos campos de Viikki durante a sua migração.
- Aves no arvoredo, como nos amieiros de Vanhankaupunginlahti que proporcionam un habitat adequado para as aves mais exigentes. Nas maiores árvores, os pássaros vivem nas cavidades, tal como os Dendrocopos minor (pica-pau-malhado-pequeno), ou o Dendrocopos leucotos. Uma das espécies nidificantes em cavidades é o pombo-bravo (Columba oenas), que está entre as primeiras espécies migratórias a aparecer na primavera.

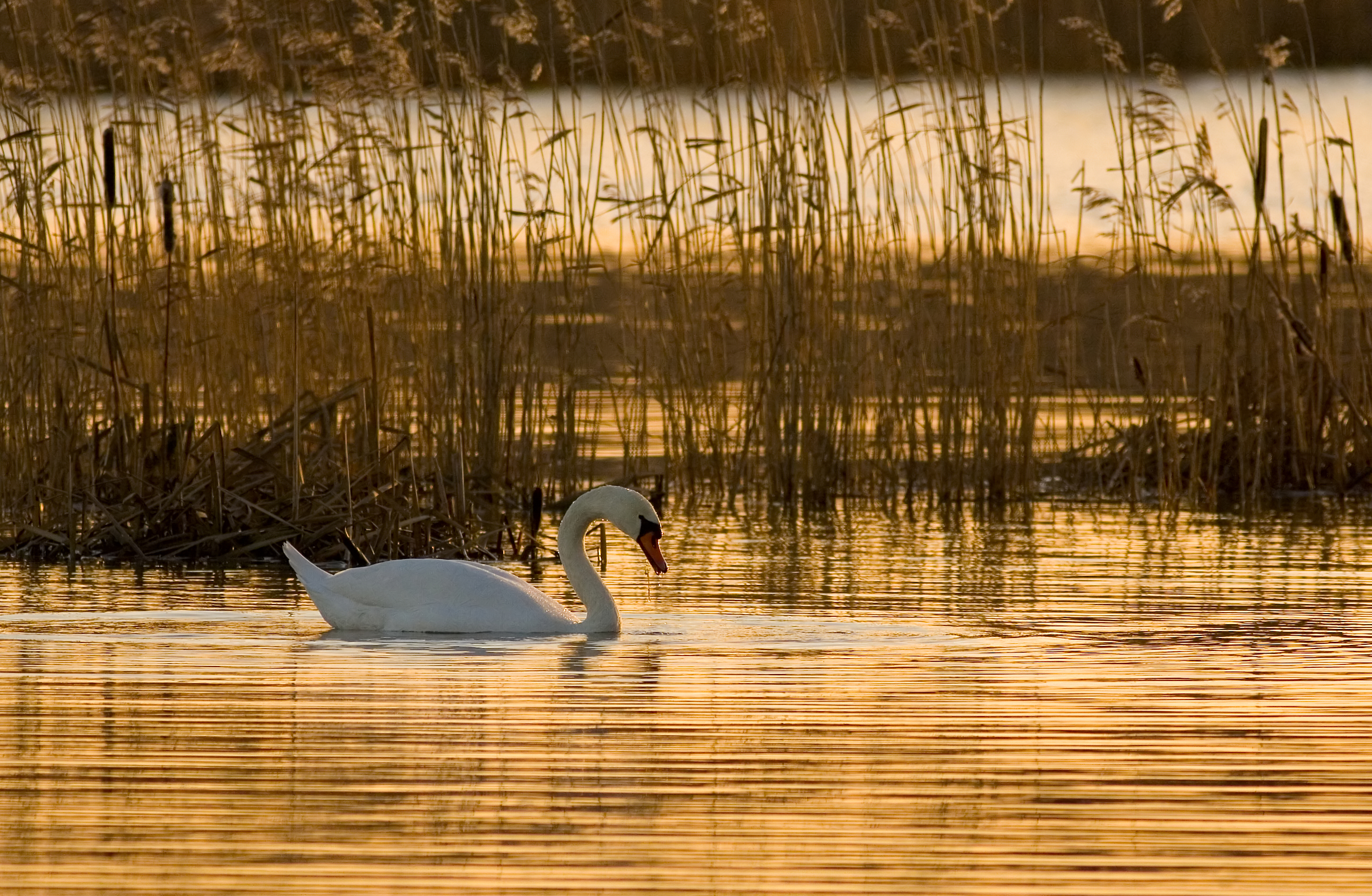
Cisne-branco
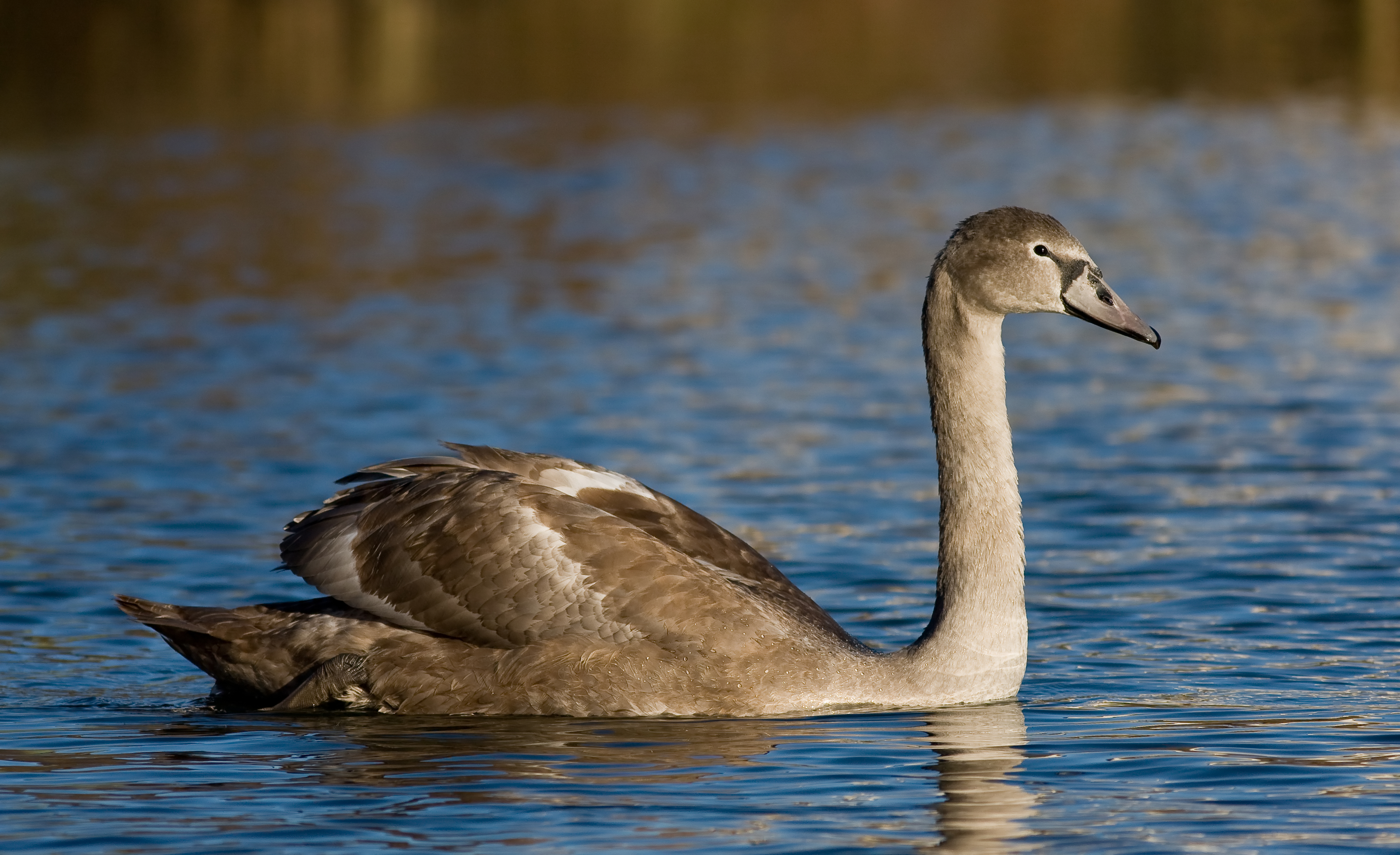
Jovem cisne-branco
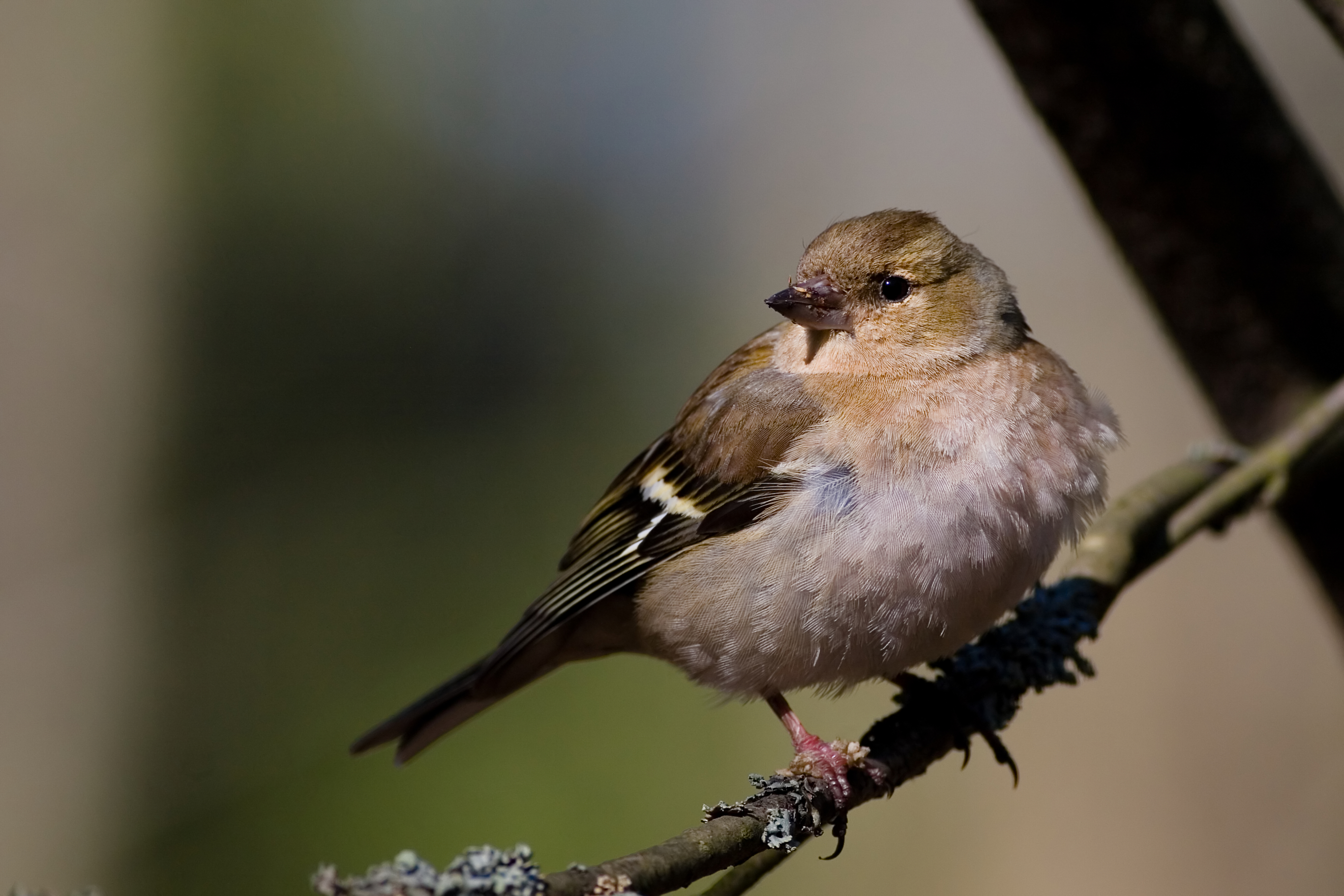
tentilhão-comum (fêmea)
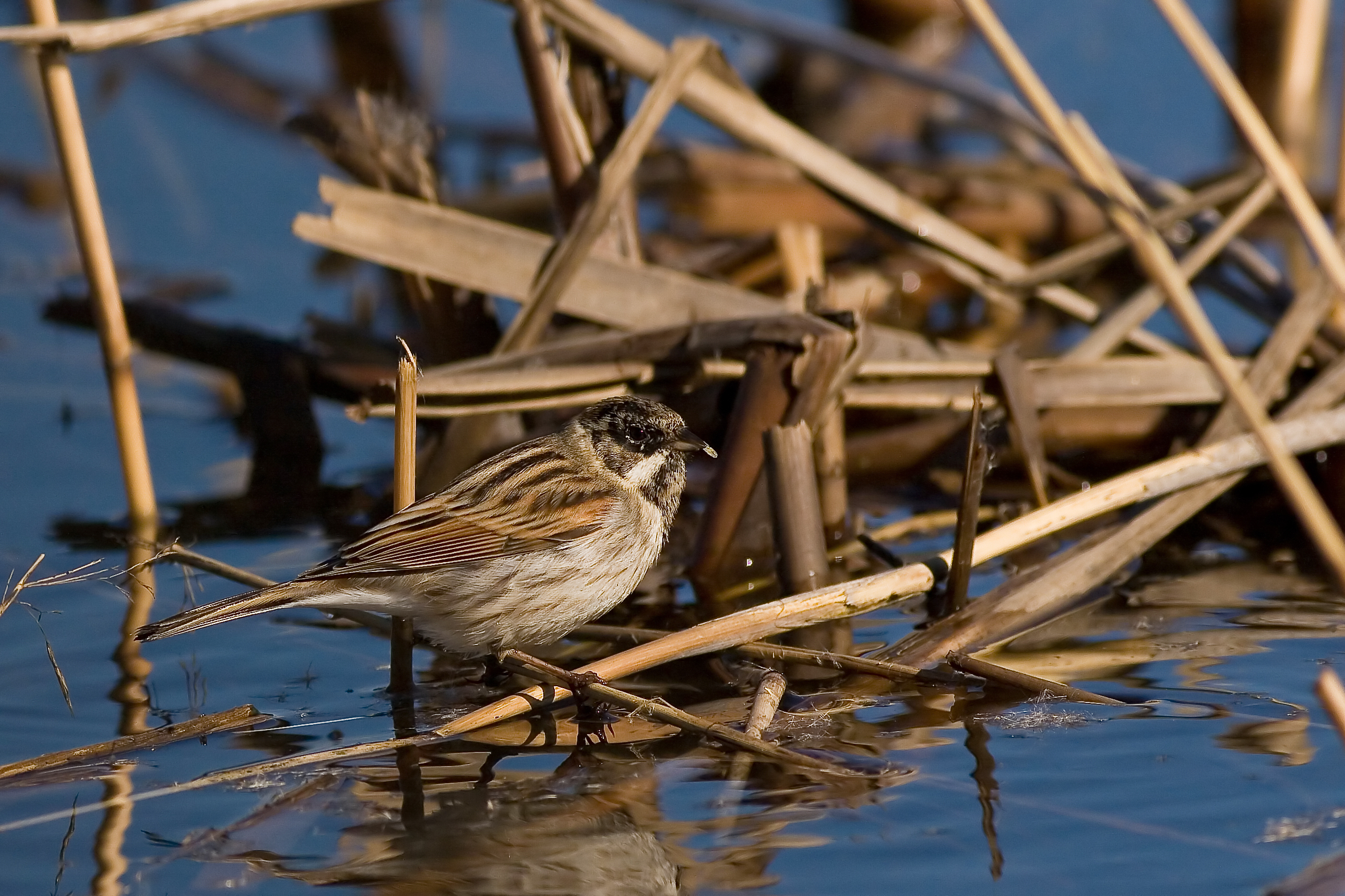
Escrevedeira-dos-caniços
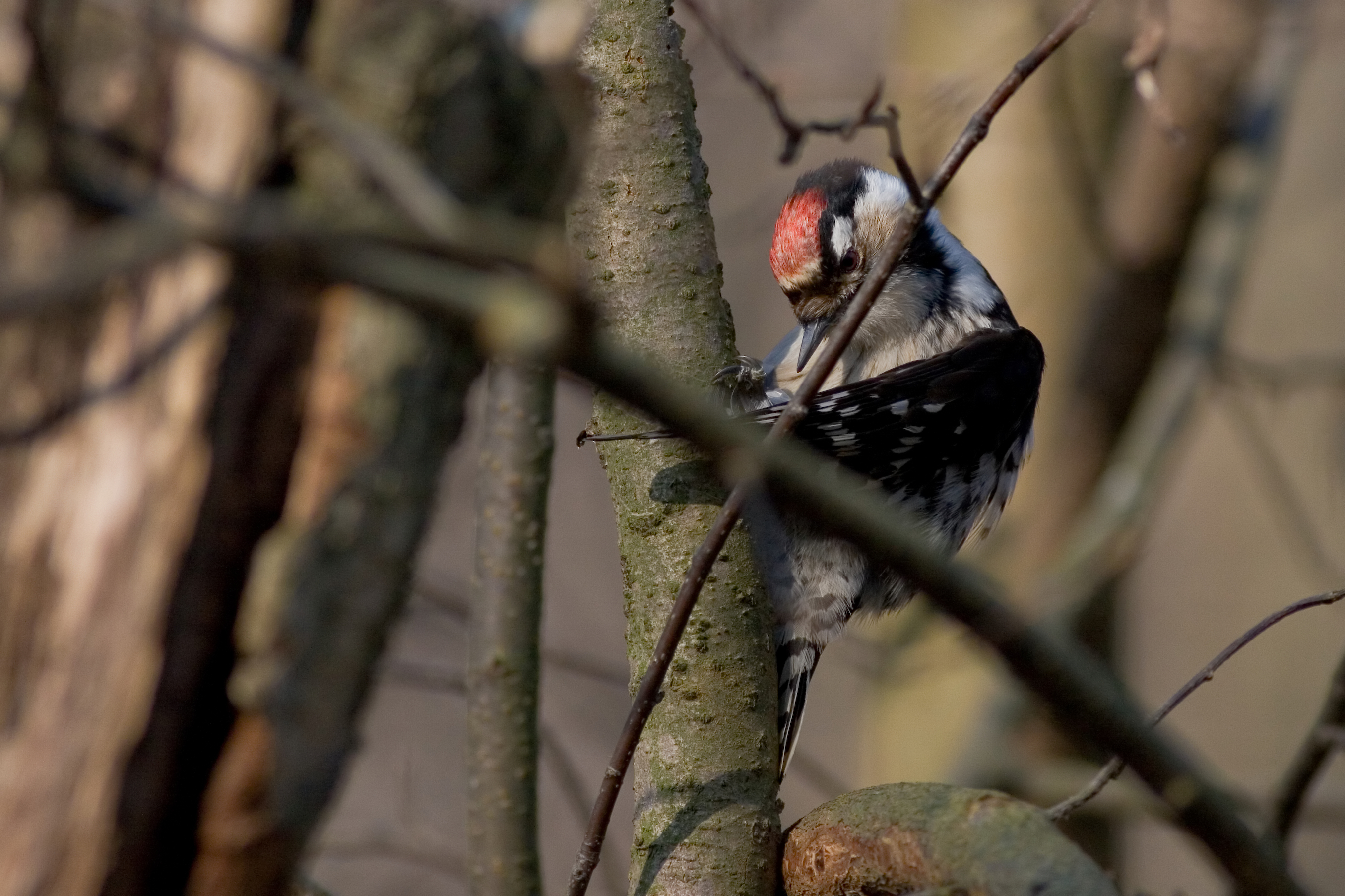
Pica-pau-malhado-pequeno
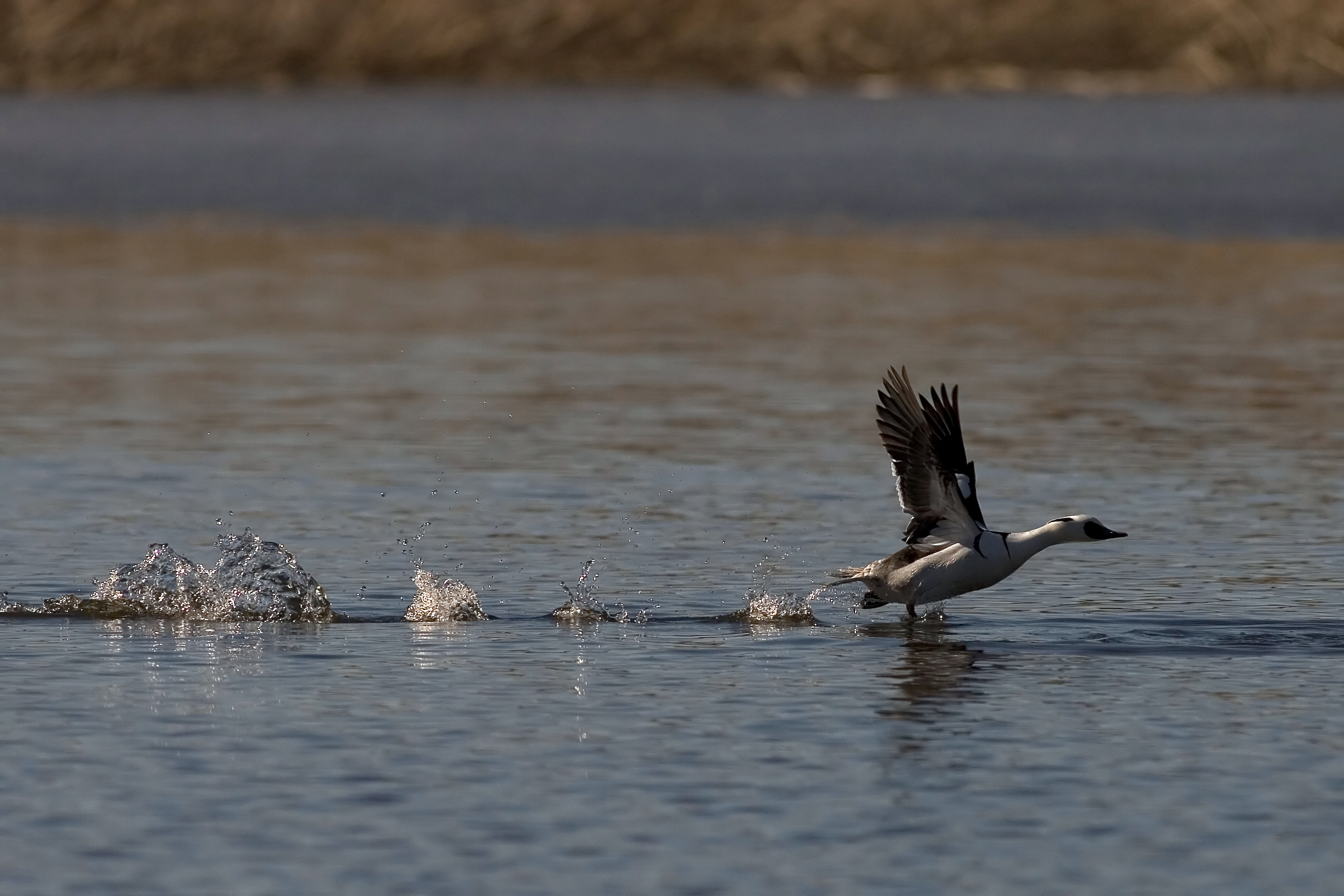
Mergulhão-pequeno
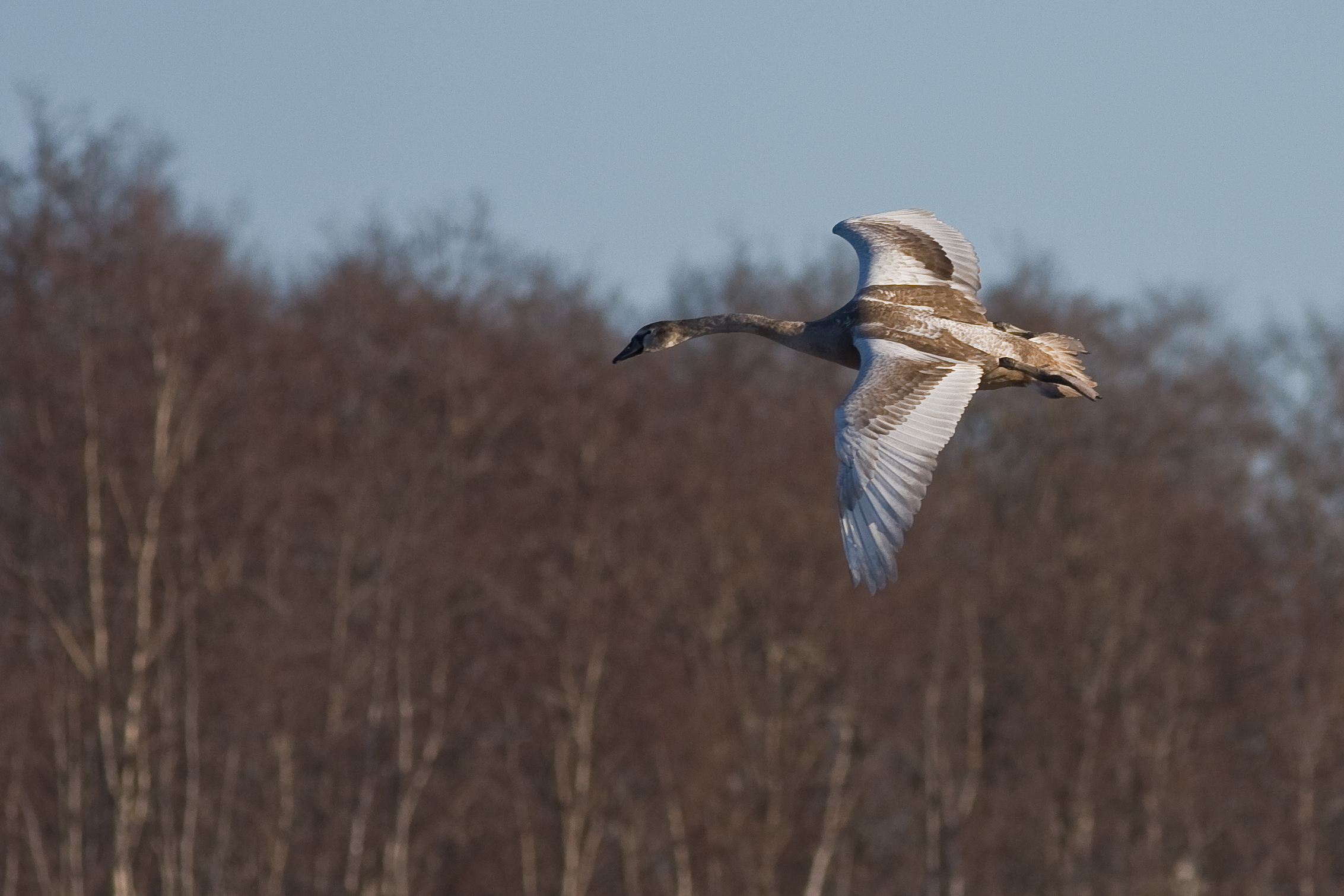
Jovem cisne-branco
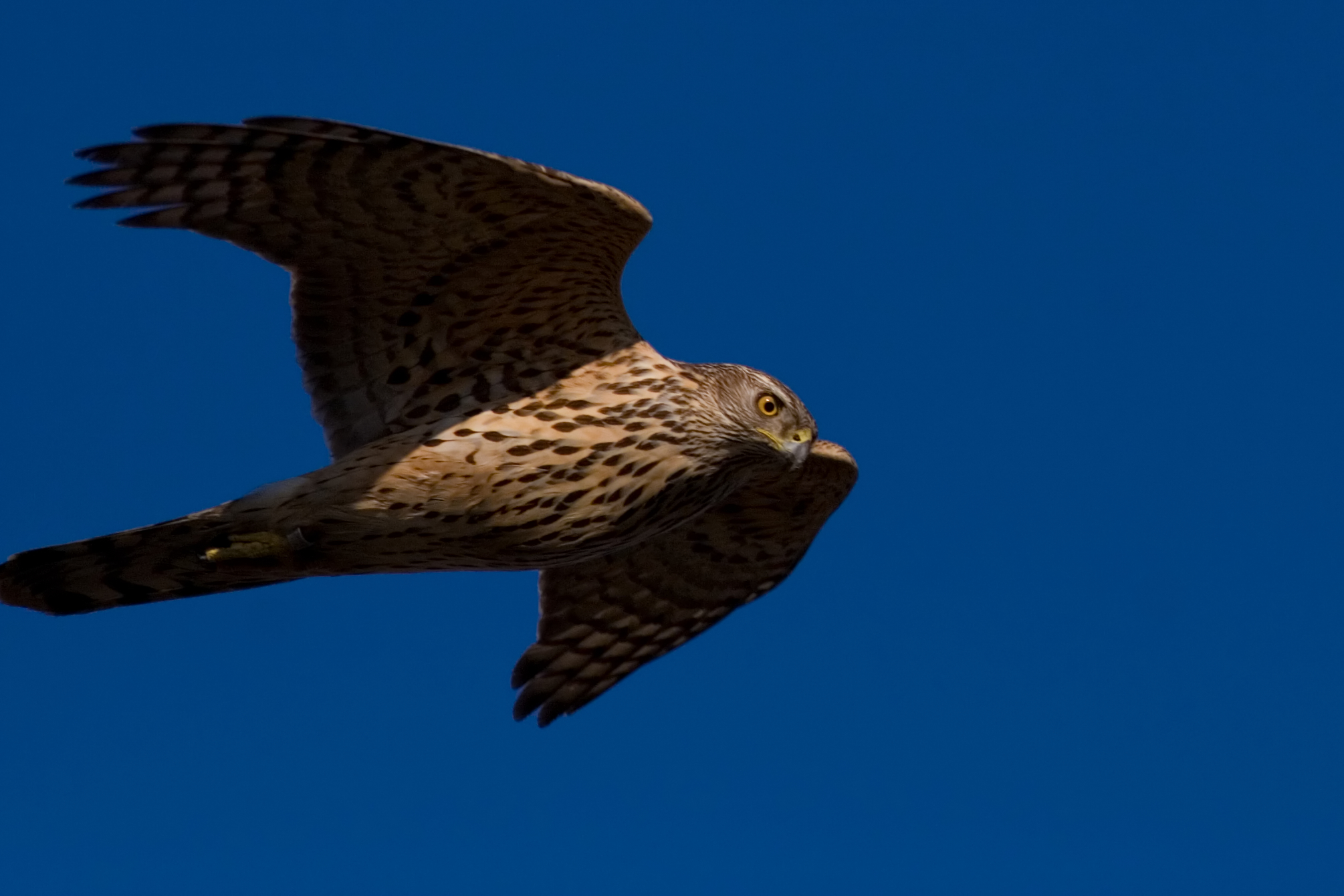
Açor

### Mamíferos
Há diversas espécies de mamíferos na área de Viikki. A maioria deles são noturnos, embora haja também lebres, los ouriços-cacheiros, e esquilos. Os ratos-almiscarados (Ondatra zibethicus) constróiem montes cónicos de perto da margem e podem ser vistos a nadar em seu redor. Há ainda raposas, e dos mamíferos de maior porte, o veado-comum (Cervus elaphus), e o veado-da-virgínia (Odocoileus virginianus) também estão nas espécies residentes.

### Anfíbios e répteis
Na baía de Vanhankaupunginlahti há sete espécies de anfíbios e de répteis, mas o número de anfíbios tem vindo a diminuir claramente nos últimos tempos. Além da rã-comum e sapo-comum, as rãs gigantes dos pântanos habitavam a baía de Vanhankaupunginlahti. Estas rãs eram comuns até às décadas de 1930 e 1940 mas desde então a população diminuiu, sendo a última observação de 1960. 

### Peixes
A população permanente de peixes na baía de Vanhankaupunginlahti reflete a natureza eutrófica das suas águas. As espécies mais comuns sã o o rutilo (Rutilus rutilus), Scardinius erythrophthalmus, Abramis bjoerkna, lúcio-europeu (Esox lucius), e perca (Sander lucioperca). Estes se apanham-se com redes e pesca com cana. A baía de Vanhankaupunginlahti é uma das áreas de pesca de perca mais importante na região de Helsínquia. Os arenques e a Platichthys flesus bálticos estão entre as espécies marinhas que se pode capturar na baía de Vanhankaupunginlahti, com a devida licença das autoridades.

### Insetos
Há grande variedade de insetos em Viikki devido à variedade de habitats. Entre eles estão  as borboletas mais vistosas e que aparecem sobretudo na primavera, sendo de destacar: 
Vanessa atalanta, Aeshna sp., Gonepteryx rhamni, Pieris napi, Nymphalis antiopa, Inachis io, e Aglais urticae.